# Cinchona lancifolia
Cinchona lancifolia är en måreväxtart som beskrevs av José Celestino Bruno Mutis. Cinchona lancifolia ingår i släktet Cinchona och familjen måreväxter. Inga underarter finns listade i Catalogue of Life.